# Shōdō Shōnin
Shōdō Shōnin (勝道上人, 735 - 817), est un moine bouddhiste japonais de l'école Kegon. Son nom laïc est Wakata Fujiitomari (若田藤糸丸).

## Biographie

### Jeunesse
Né en 735, à Takaoka (actuelle ville de Mooka dans la préfecture de Tochigi) dans le sud-est de l'ancienne province de Shimotsuke, il est élevé dans la religion bouddhiste dès son jeune âge. Enfant, il confectionne des statues de pierre dédiées au bouddha ; ses camarades le surnomment « le bâtisseur de temples ». À l'âge de sept ans il reçoit, une nuit, la visite d'un esprit divin qui lui demande de répandre le bouddhisme et lui promet l'accès à la sagesse.

### Missionnaire du Bouddhisme
En 762, il devient prêtre au temple Yakushi et se fait appeler Shōdō. Par la suite, il quitte sa ville natale et se rend dans l'ouest de la province de Shimotsuke pour propager la parole du Bouddha. Il est particulièrement attiré par le mont Nantai qui lui évoque Fudaraku-san, la demeure mythique de Kannon, déesse bouddhique de la miséricorde. Durant ses journées de retraite ascétique au mont Yokone (1 373 m), il a aperçu le volcan, au loin, au nord.
En 766, il fonde le temple Shihonryū (l'actuel Rinnō-ji), au pied du mont Nantai, près de la rivière Daiya. Un an plus tard, il fonde le sanctuaire Futarasan à environ 600 m au nord-ouest du Honryū-ji. En 782, sa troisième tentative d'ascension du mont Nantai est un succès. Il fait construire près du sommet de la montagne un sanctuaire auxiliaire du Futarasan-jinja et, en 784, le temple Chūzen sur la rive est du lac Chūzenji. Explorant la région au nord du lac, il découvre aussi la rivière Yu, le lac Yu et des sources chaudes.

### Décès
Vers la fin de sa vie, devenu saint bouddhiste (shōnin), il se consacre à l'exégèse et à l'enseignement des textes fondateurs du bouddhisme. Au milieu de l'ère Enryaku (782-806), il devient le principal lecteur en théologie de la province de Kōzuke (actuelle préfecture de Gunma). L'empereur régnant de l'époque, ayant entendu parler de ses hauts faits, l'ordonne officiellement à ce poste en 789.
Il meurt en 817. Sa dépouille est enterrée dans le Kaisan-dō de Nikkō, à environ 300 m au nord-est du sanctuaire Futarasan.

## Postérité
Shōdō Shōnin est considéré au Japon comme le fondateur de la ville de Nikkō et le propagateur du bouddhisme dans l'ancienne province de Shimotsuke.
En 1955, une statue de bronze à son effigie a été érigée dans l'enceinte du temple Rinnō,.